# Johann Osiander (1657–1724)
Johann(es) Osiander (22 de abril de 1657 em Tübingen; 18 de outubro de 1724 na mesma cidade) foi um filólogo, diplomata e teólogo luterano alemão.

## Vida
Era filho de Johann Adam Osiander (teólogo) viajou por motivo de estudos e trabalho para inúmeros lugares retornando finalmente para sua cidade natal em 1686 onde se tornou professor de hebraico e de geografia da Universidade de Tübingen.  Em 1688 assumiu a cátedra de língua grega e de filosofia, atuou como negociador na Guerra de 1688 e foi devido à sua habilidade usada nesse período na proteção de Tübingen e Stuttgart que em 1690 foi nomeado para o conselho secreto de guerra. Em 1692 tornou-se diretor dos Estudos Teológicos em Tübingen.
Em 1703 foi nomeado com o título de Conselheiro do Consistório por Augusto da Polônia e Carlos XII da Suécia o escolheu para o Conselho da Igreja.  Participou também de inúmeras missões diplomáticas na Dinamarca, Suécia, Polônia, Prússia, Itália e Inglaterra.  Durante seus últimos anos retornou para sua propriedade.

## Obras selecionadas
- Causa Morali. 1676
- Immortalitate animae. 1676
- Disp. De Scriptura Sacra.
- Disp. De Bonis Operibus.
- Disp. De Ecclesia.